# Zeledonia
Zeledonia là một chi chim trong họ Parulidae.